# Stadio municipale (Yverdon-les-Bains)
Lo Stadio municipale (in francese Stade Municipal) è un impianto sportivo polivalente di Yverdon-les-Bains, città del cantone svizzero di Vaud.
L'attuale capienza dello stadio è di 5 650 posti di cui 1 650 a sedere.
È il campo principale dell'Yverdon-Sport Football Club e del Football Club Yverdon Féminin.
Nel complesso sportivo ci sono altri due campi di calcio di dimensione 100 x 64 m e 96 x 64 m omologati per la Seconda Lega.
L'impianto ospita anche gli incontri della nazionale svizzera di rugby.